# Eddie en Lou
Eddie en Lou zijn twee fictieve personages uit de animatieserie The Simpsons.
Ze zijn beide politieagenten in het plaatsje Springfield. Hun achternamen zijn onbekend. Ze vergezellen vrijwel altijd politiechef Wiggum bij arrestaties en ander politiewerk.

## Eddie
Eddie is een blanke agent. Hij spreekt maar zelden en wordt vrijwel nooit gezien zonder zijn collega’s Lou en chef Wiggum. Lou klaagt geregeld dat Eddie gezien wordt met zijn ex-vrouw, waardoor chef Wiggum moet optreden als bemiddelaar.
Een van Eddies meest vernederende momenten was toen hij een beerkostuum moest dragen en Curtis E. Bear the Courtesy Bear moest spelen voor een klas van gevaarlijke chauffeurs. Hij werd in elkaar geslagen door de aanwezige chauffeurs.
Toen Lou de rang van chef kreeg, werd Eddie gepromoveerd tot "Lou". Op zijn vraag wie de nieuwe Eddie zou worden, kreeg hij te horen dat ze geen Eddie nodig hadden. In Separate Vocations gaf Eddie toe dat hij ervan houdt om een agent te zijn omdat het hem het gevoel geeft dat hij "een verschil kan maken". In Worst Episode Ever was Eddie net als zijn collega’s enorm geschokt bij het zien van Agnes Skinner en Comic Book Guy. Hij moest zelfs overgeven, waarbij Lou hem geruststelde met de woorden "It's okay, man. If it doesn't affect you, you're not human."

## Lou
Lou is een Afro-Amerikaanse agent met de rang van sergeant. In de eerste afleveringen werd hij echter net als Eddie getekend als een blanke man.
Lou is ooit getrouwd geweest met een vrouw genaamd Amy. Dit werd onthuld in de aflevering The Dad Who Knew Too Little. Lou is geboren op de eerste dag van de lente (21 maart).
Lou is een groot deel van zijn tijd bezig met het corrigeren van Chef Wiggum. Hij kreeg zelf tijdelijk de rang van chef toen Wiggum commissaris werd. Lou is vermoedelijk Springfields competentste agent, wat op zich niet veel zegt. Hij beweert op de rechtenschool te hebben gezeten, maar kon zich de studiekosten niet veroorloven.
Van alle agenten in de serie wordt Lou na Chef Wiggum het vaakst gezien. Lou en Wiggum hebben ook samen veel scènes. De twee zijn naast collega’s blijkbaar ook goede vrienden, wat af te leiden is uit dialogen in afleveringen als The Bart Wants What It Wants en The Last of the Red Hat Mamas.
Homer Simpson · Marge Simpson · Bart Simpson · Lisa Simpson · Maggie Simpson · Abraham Simpson · Patty en Selma Bouvier · Jacqueline Bouvier · Mona Simpson · Santa's Little Helper · Snowball II · Familie Bouvier
Jasper Beardley · Comic Book Guy · Eddie en Lou · Maude Flanders · Ned Flanders · Professor Frink · Barney Gumble · Julius Hibbert · Lionel Hutz · Eerwaarde Lovejoy · Kapitein Horatio McCallister · Hans Moleman · Bleeding Gums Murphy · Apu Nahasapeemapetilon · Mayor Joe Quimby · Dr. Nick Riviera · Agnes Skinner · Cletus Spuckler · Squeaky Voiced Teen · Disco Stu · Moe Szyslak · Kirk Van Houten · Luann Van Houten · Chief Clancy Wiggum
Gary Chalmers · Rod en Todd Flanders · Jimbo Jones · Kearney · Edna Krabappel · Otto Mann · Nelson Muntz · Martin Prince · Seymour Skinner · Milhouse Van Houten · Ralph Wiggum · Groundskeeper Willie · andere studenten
Montgomery Burns · Carl Carlson · Lenny Leonard · Waylon Smithers
Itchy en Scratchy · Kent Brockman · Krusty de Clown · Troy McClure · Rainier Wolfcastle · Radioactive Man
Snake · Kang & Kodos · Sideshow Bob · Fat Tony
Treehouse of Horror
Bart vs. the World · Bart Simpson's Escape from Camp Deadly · The Simpsons Arcadespel · Bart vs. the Space Mutants · Bart's House of Weirdness ·Bart vs. The Juggernauts · Krusty's Fun House · Bartman Meets Radioactive Man · Bart's Nightmare · The Itchy and Scratchy Game · Virtual Bart · Bart and the Beanstalk · Itchy & Scratchy in Miniature Golf Madness · Cartoon Studio · Virtual Springfield · Night of the Living Treehouse of Horror · Bowling · Wrestling · Road Rage · Skateboarding · Hit & Run · The Simpsons Game · The Simpsons: Tapped Out
The Simpsons · The Simpsons Pinball Party
Strips: Simpsons Comics · Bart Simpson serie · Itchy & Scratchy Comics · Bart Simpson's Treehouse of Horror · Futurama/Simpsons Infinitely Secret Crossover Crisis
Tijdschrift: Simpsons Illustrated
Boeken: Bart Simpson's Guide to Life · Family Album · Library of Wisdom · Complete Guides · Planet Simpson · The Simpsons and Philosophy
Actiefiguurtjes: World of Springfield
The Simpsons Movie
Bankgrap ·
Canyonero · 
D'oh! · 
Duff Beer · 
Schoolbordgrap · 